# إستر ليفيت
إستر ليفيت (1904-1987) ناشطة إسرائيلية ومتطوعة في العمل الاجتماعي في إسرائيل. حصلت على جائزة إسرائيل في عام 1977 لمساهمتها المتميزة في المجتمع الإسرائيلي.  

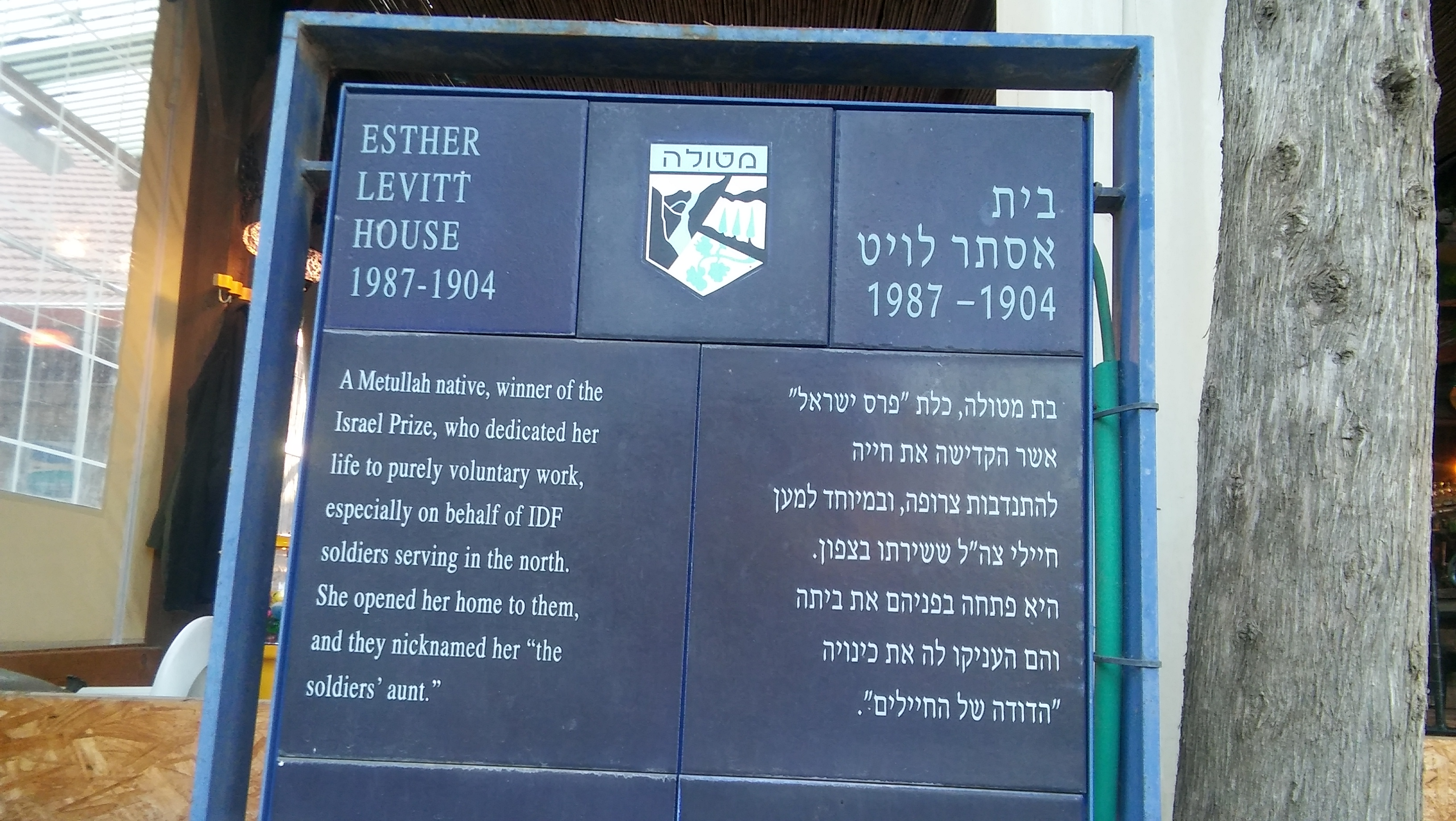
لوحة تخلد ذكرى إستر ليفيت

ولدت ليفيت في المطلة.  كانت رئيسة لفرع المنظمة النسائية الصهيونية العالمية في المطلة.  وفي عام 1977، حصلت على جائزة إسرائيل لمساهمتها المتميزة في المجتمع الإسرائيلي.  

## كتب عنها
- إستر: سيرة عمة الجنود (بالعبرية)